# 湯澤花梨
湯澤 花梨（ゆざわ かりん、1998年3月25日 - ）は日本の喜劇女優（吉本新喜劇座員）、大阪府箕面市出身。吉本興業所属。

## 来歴・人物
- 身長は153cm。体重は44kg。[1]
- 兄が1人いる。
- プロサッカー選手の林大地（ガンバ大阪所属）とは同じ箕面市立第四中学校の出身であり、中学1年生の時は同じクラスだった。
- 出身高校は、大阪府で制服がかわいいことが有名である。高校修学旅行で、オーストラリアに訪問している。なお、出身高校は非公開である。高校時代の制服姿でYouTube出演[2]している。高校卒業後に、高校時代の制服で、USJに行くこともある。[3]
- 高校時代のテスト期間中は、放課後にUSJに行くほど、USJが好きである[4]。
- 高校時代に、コンビニでアルバイトをしたものの、職場環境になじめず1ヶ月で辞めた。その後は母親と同じファミレスでアルバイトをし、高校時代から10年以上勤めている。吉本新喜劇の出番のときは、シフトを融通してもらっている。[5]なお、2024年現在はファミレスを辞めている。
- 最終学歴は大阪芸術大学短期大学部である。新喜劇座員の松浦景子は大学の先輩にあたり、咲方響は大学の後輩になる。
- 就職活動では、女優になりたいという夢があり、芸能事務所を受けるが合格できず。民間企業の面接も受けていたが、母親が吉本新喜劇の「金の卵オーディション」を勧めてきたことから、2018年金の卵オーディションに参加し合格した。[6]
- 同期は曽麻綾、よこっちピーマン、生瀬行人、けんたくんなどである。
- 趣味は読書、映画鑑賞、ベース。
- 特技はベース、お菓子作り。新喜劇のほんわかぱっぱー隊に所属しており、ベースを担当している。
- 青色やディズニープリンセスが好きである。
- 高校時代にガールズバンドの活動をしていて、そのバンド名は『ドロップ』である。
- やっていたスポーツは水泳である。
- 2019年、吉本坂46・2期生オーディションに参加するも不合格となった。なお、新喜劇同期の曽麻綾、生瀬行人などもオーディションに参加したが不合格となっている。
- 2023年、20代座員によるダンス＆ボーカルユニット『秘蔵っ子』のメンバーに選出され、「吉本新喜劇記念日2023」にて楽曲を初披露した。[7]衣装カラーは水色である。2025年9月27日に開催予定の、まるごと秘蔵っ子vol.6～バトンは笑顔とともに～公演で重谷ほたる、新井崇史、生瀬行人、入澤弘喜、住吉大和、よこっちピーマン、野崎塁と共に卒業予定。
- 2024年7月14日に配信リリースされた秘蔵っ子の3rdシングル「マドンナ」では、初めて作詞に挑戦。その後はシンガーソングライターの間慎太郎氏が作詞・作曲を手掛けた。
- よしもと新喜劇NEXTでは、「女スパイ」という相性で定着している。小籔千豊からも女スパイと呼ばれている。
- よしもと新喜劇NEXTでわー選手権2024にエントリーし、ドッキリに全く驚かないリアクションで小籔千豊から絶賛されていた。
- 端正なルックスから色気キャラを売りにし、マドンナ役を務めることもあるが、すっちー座長公演に出演した際は、座長のすっちーから「百人一首みたいな顔」と言われ、容姿イジリをされることが稀にある。辻本茂雄からは、「パッとせん顔やな」といじられることもある。
- 父親、母親と共に親子3人でYouTubeに共演したことがある。[8]
- MBSラジオのすっちーのよしもと新喜劇 陳情課に出演した際に、秘蔵っこの男子座員たち… もっとしっかりしてほしい！という相談をした。[9]　（2024年1月19日放送分）
- 同じくすっちーのよしもと新喜劇 陳情課に出演した際には、すっちー座長ともっと しゃべりたいです！と相談をした。[10]　（2024年12月13日放送分）

## 出演
バラエティ
- よしもと新喜劇（毎日放送）
- よしもと新喜劇NEXT（毎日放送）
- 祇園花月presents吉本新喜劇（BSよしもと）

ミュージックビデオ
- スザキザキ（祇園・木﨑とラニーノーズ・洲崎によるユニット）「笑っていれば」（2019年8月7日）

## 関連頂目
- なんばグランド花月
- よしもと祇園花月